# Обориште (футбольный клуб)
ФК Обориште Панагюриште (болг. ФК Оборище Панагюрище) — болгарский футбольный клуб из города Панагюриште. Домашние матчи команда проводит на стадионе Орчо Войвода, вмещающем около 3 000 зрителей. Ныне «Обориште» выступает в Третьей любительской футбольной лиге, третьем уровне в системе футбольных лиг Болгарии.

## История
Клуб был основан в 1925 году под названием «Априлски юнак» (в переводе с болгарского — «апрельский солдат»), что было связано с тем, что Панагюриште был одним из главных центров Апрельского восстания 1876 года. В 1945 году он был переименован в «Средногорец», а четыре года спустя — в «Динамо». С 1957 по 1999 год клуб был известен под своим нынешнем названием. Затем он в течение шести был «Тракией» после объединения с клубом «Тракия» из села Звыничево. В 2001 году клуб объединился с командой из села Быта. Перед началом сезона 2005/2006 «Тракия» вновь стала «Обориште».
За все первые 90 лет своей истории «Обориште» никогда не выступал на первом или втором уровне в системе футбольных лиг Болгарии. 
По итогам сезона 2014/2015 «Обориште» выиграл Юго-Западную группу «В» и впервые вышел в Группу «Б». В дебютном сезоне он занял десятое место, в следующем, в котором команду тренировал Эмиль Велев, 11-е. Третий год пребывания во Второй лиге закончился для «Обориште» вылетом.